# Gernsheim
Gernsheim is een plaats in de Duitse deelstaat Hessen, gelegen in de Kreis Groß-Gerau. De stad telt 10.640 inwoners.

## Geografie
Gernsheim heeft een oppervlakte van 40,11 km² en ligt in het centrum van Duitsland, iets ten westen van het geografisch middelpunt.

## Stadsdelen
- Allmendfeld
- Gernsheim
- Klein-Rohrheim

Biebesheim am Rhein ·
Bischofsheim ·
Büttelborn ·
Gernsheim ·
Ginsheim-Gustavsburg ·
Groß-Gerau ·
Kelsterbach ·
Mörfelden-Walldorf ·
Nauheim ·
Raunheim ·
Riedstadt ·
Rüsselsheim am Main ·
Stockstadt am Rhein ·
Trebur